# Monster Rancher 3
Monster Rancher 3, initialement intitulé Monster Farm 3 (モンスターファーム3), est un jeu vidéo, troisième opus et premier jeu sur PlayStation 2 de la série de jeux vidéo Monster Rancher, commercialisé en 2001 au Japon et en Amérique du Nord. Il suit Monster Rancher 2 et précède Monster Rancher 4. Le système de jeu est similaire à ses prédécesseurs, dans lequel le joueur doit élever et faire combattre un monstre, créé à partir d'un CD quelconque. Le jeu est généralement bien accueilli par l'ensemble de la presse spécialisée.

## Développement
Début 2000, la société Tecmo révèle la sortie d'un nouveau jeu Monster Rancher prévu sur PlayStation 2. En janvier 2001, la société annonce que 80 % du développement est achevé. Elle annonce également un pandora disc offert pour les joueurs ayant pré-commandé la version originale japonaise. Peu avant sa sortie officielle japonaise le 22 mars 2001, une adaptation nord-américaine est prévue pour l'été la même année. Pour la promotion du jeu, un bus entièrement recouvert de monstres est mis en circulation dans Tokyo du 11 au 24 mars 2001.